# Бурбон, Мария Анна Элеонора де
Мария Анна Габриэла Элеонора де Бурбон (фр. Marie Anne Éléonore Gabrielle de Bourbon, 22 декабря 1690, Версаль — 30 августа 1760, Вильжюиф) — старшая дочь (и ребёнок) Людовика III Бурбона, принца Конде, и его супруги, Луизы Франсуазы де Бурбон, узаконенной дочери короля Франции Людовика XIV и его знаменитой фаворитки Франсуазы-Атенаис де Монтеспан. Аббатиса монастыря Сент-Антуан-де-Ши в Вильжюифе.

## Биография
В детстве она была очень близка со своей матерью, но позже её место заняла младшая сестра Луиза Елизавета. Её отец, Людовик III де Бурбона, был внуком Великого Конде, а её мать, Луиза Франсуаза де Бурбон, была старшей выжившей дочерью короля Франции Людовика XIV Франции и его официальной фаворитки мадам де Монтеспан.
6 мая 1706 года в возрасте 16 лет она была пострижена в монахини в аббатстве Фонтевро в Анжу. В 1723 году она стала аббатисой монастыря Сен-Антуан-де-Ши; она была известна как мадам де Бурбон. 
Она пережила всех своих братьев и сестёр, за исключением Луизы Елизаветы, вдовствующей принцессы Конти, и бабушки Филиппа Эгалите. Она умерла в парижском пригороде Вильжюиф и была похоронена в аббатстве Сен-Антуан-де-Ши.
Её сестра Генриетта Луиза была аббатисой в монастыре Бомон-ле-Тур, а двоюродная сестра Луиза Аделаида Орлеанская — аббатисой Шелля.